# سوهو چاینا
سوهو چاینا (انگلیسی: SOHO China) شرکت املاک چینی است، که در سال ۱۹۹۵ توسط ژانگ شین تأسیس شد.